# Тупицыно (Свердловская область)
Тупицыно — село в Пышминском городском округе Свердловской области России.

## География

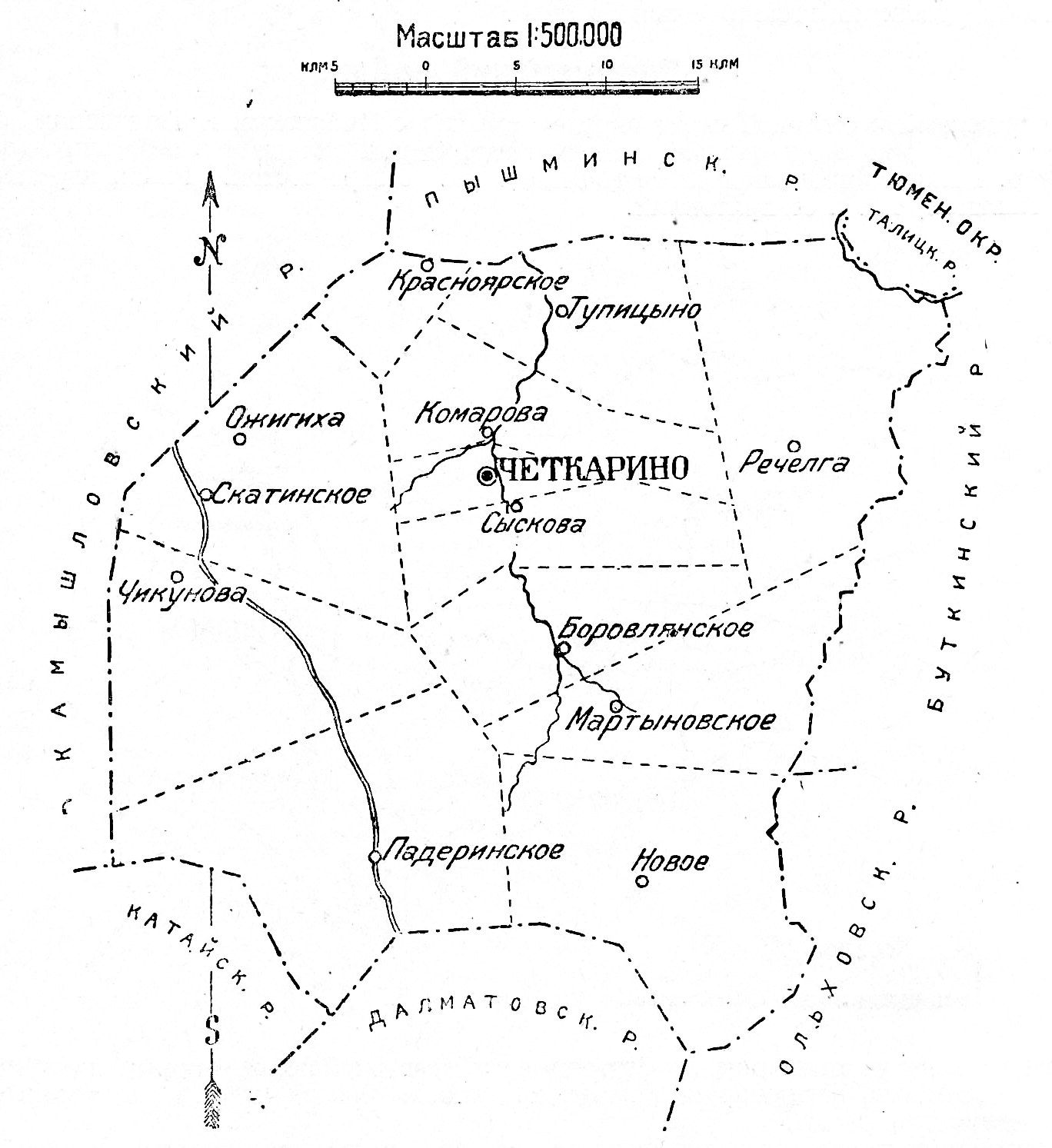
Тупицыно на схеме Четкаринского района; 1928 год

Тупицыно расположено в 15-ти километрах южнее посёлка Пышма (по автомобильной дороге — в 17-ти километрах), на правом берегу реки Дерней (правогл притока реки Пышмы) и на правом берегу реки Ямандай (правого притока Дернея). На противоположном берегу Ямандая, чуть выше по течению Дернея, расположена соседняя деревня Смирнова. На противоположном берегу самого Дернея, на небольшом отдалении от реки, расположена деревня Лепихина.

## История
Тупицыно также имеет другое название — Шипуново. В 1902 году Тупицинская и Шипунова были разными деревнями.
По преданию, деревни Совину (Савину) и Тупицинскую основали братья Ощепковы, выходцы из центральных губерний, старообрядцы-беглопоповцы. Братья поселились сначала в Пышминской слободе, а потом переселились на новые места: один из братьев основал деревню Совину, а другой Тупицинскую. Потомки первых поселенцев, сохраняли воззрение раскольников-беглопоповцев, но позже многие приняли единоверие Казаковского прихода, или перешли в православие Совинского прихода. Деревня Тупицина входила в Пышминский приход, а с 1867 года в образованный Совинский приход. В 1894 году открыта земская школа.
По состоянию на 1902 год, в деревне жили русские крестьяне, которые занимались земледелием, скотоводством и смолокурением. Где-то после 1914 года в деревне освящена церковь, и она стала селом В 1916 году село относилась к Четкаринской волости. В 1928 году Тупицыно было административным центром Тупицынского сельсовета, входившего в Четкаринский район Шадринского округа Уральской области. В 1928 году в селе работала школа и кооператив.

## Георгиевская церковь
После 1914 года в Тупицыно освящена деревянная однопрестольная Георгиевская церковь, названная во имя великомученика Георгия Победоносца. С 1937 года служба не проводилась из-за отсутствия священника, но юридически церковь не закрывалась. Сейчас церковь снесена.

## Население
| 2002 | 2010 | 2021 |
| ---- | ---- | ---- |
| 336  | ↘281 | ↘272 |

По данным переписи населения 1926 года, в селе Тупицыне было 95 дворов с населением 409 человек (182 мужчины и 227 женщин), все русские.

## Инфраструктура
| Список улиц | Список улиц | Список улиц   |
| #           | Тип         | Название      |
| ----------- | ----------- | ------------- |
| 1           | улица       | Первомайская  |
| 2           | улица       | Набережная    |
| 3           | улица       | Ленина        |
| 4           | улица       | 40 лет Победы |
| 5           | переулок    | Советский     |